# Seloto
Seloto is een bestuurslaag in het regentschap Sumbawa Barat van de provincie West-Nusa Tenggara, Indonesië. Seloto telt 1836 inwoners (volkstelling 2010).